# オクラホマ州立大学

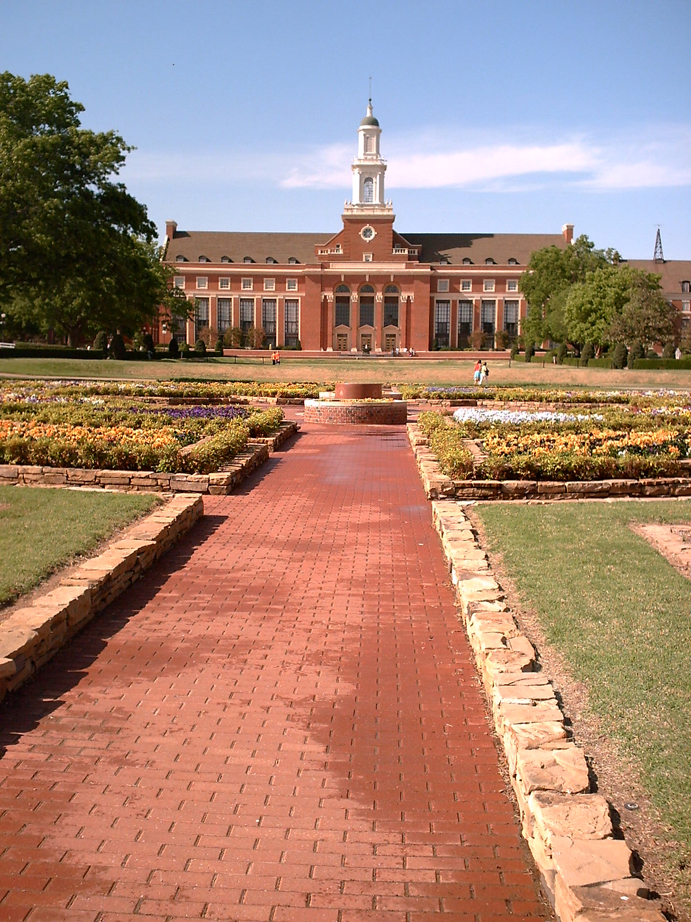
Edmon Low Library

オクラホマ州立大学スティルウォーター校 (Oklahoma State University - Stillwater) は、アメリカ合衆国オクラホマ州スティルウォーターにある州立の総合大学。1890年に設立。同州内における呼び名はOSU（ただし、オハイオ州立大学もOSUとして有名）。学生数は約2万5000人。

## 概要
1890年12月25日、オクラホマ農工大学 (Oklahoma Agricultural and Mechanical College) として創立。設立の経緯から農業・農学系に強く、また建築と機械工学などの工学部も国際的に有名。研究よりも教育色が強いとされるが、研究機関として評価の高い分野も擁する。

州内の4つの普通大学と2つの医学系機関を張り巡らしているオクラホマ州立大学システムの旗艦校で、オクラホマ州立大学、もしくは同州でOSUと言えば、通常は同校を指す。

## キャンパス

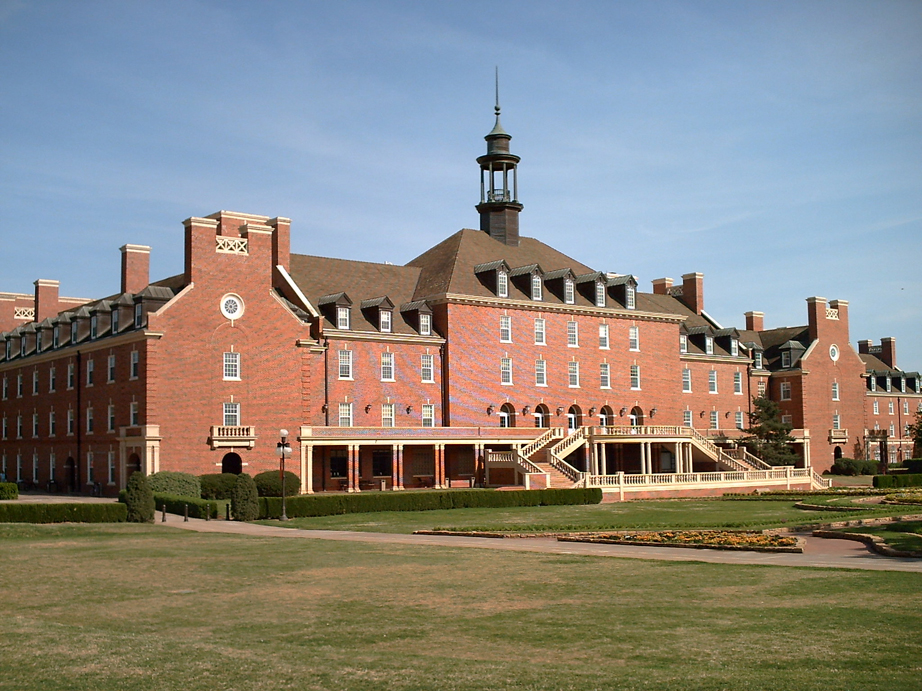
生協

スティルウォーターは人口4万8394人（2020年）の小都市である。メインキャンパスの面積は約600ヘクタールである。

## スポーツ
オクラホマ州立大学のスポーツチームはカウボーイズ (Cowboys)、女子チームはカウガールズ  (Cowgirls)。NCAAのディビジョンIのビッグ12カンファレンスに属している。同カンファレンスは全米屈指のメジャーカンファレンスで、特にアメリカンフットボールにおいては、ディビジョンI-Aの中でも最高ランクのボウル・チャンピオンシップ・シリーズ所属の6大カンファレンスの一つとなっている。
2005年にニューオーリンズ／オクラホマシティ・ホーネッツが一時移転してくるまで同州はプロスポーツチーム過疎地とあって、同校のスポーツ熱は非常に高い。ライバル校はオクラホマ大学で、毎年一度のアメリカンフットボールの試合は特に盛り上がる。同校のNCAA全米優勝回数は48回（全競技合計）を数える。なかでもレスリングが強いことで有名で、NCAAタイトル48回のうち、34回を占める。この34回のチームタイトルは一つの競技における最多獲得記録となっている。
メジャースポーツでは、アメリカンフットボールのオクラホマ大学に対して、オクラホマ州立大学は男子バスケットボールが伝統的に盛んであり、1945年と1946年の2回、NCAA全米王者に輝いた。ほかには、ゴルフで10回、野球で1回、クロスカントリーで1回、全米優勝している。

## 著名な出身者
- ガース・ブルックス - カントリー歌手
- ジョー・スタンカ - 元プロ野球選手
- ジム・トレーバー - 元プロ野球選手
- ピート・インカビリア - 元プロ野球選手
- ジョシュ・フィールズ - MLB選手
- ルーク・スコット - MLB選手
- スコット・ベイカー - MLB選手
- スコット・リッチモンド - MLB選手
- ジョン・ファレル - 元MLB選手、監督
- ロビン・ベンチュラ - 元MLB選手
- ミッキー・テトルトン - 元MLB選手
- ジェリー・エイデアー - 元MLB選手
- トーマス・ハッチ - 元MLB選手、現広島東洋カープ所属。
- バリー・サンダース - NFLの名ランニングバック。卒業せず、3年終了時の1989年のNFLドラフトでデトロイト・ライオンズから1巡目（全体の3番目）で指名されプロ入り。
- サーマン・トーマス - 元NFL選手
- レスリー・オニール - 元NFL選手
- アントニオ・スミス - 元NFL選手
- ダレント・ウィリアムズ - 元NFL選手
- デクスター・マンリー - 元NFL選手
- トニー・アレン - NBA選手
- ジョーイ・グラハム - NBA選手
- スティーブン・グラハム - NBA選手
- ジョン・スタークス - 元NBA選手
- ブライアント・リーヴス - 元NBA選手
- ジャミル・ケリー - レスリング選手
- ダニエル・コーミエ - レスリング選手、総合格闘家
- キング・モー - レスリング選手、総合格闘家
- マーク・ムニョス - 総合格闘家
- ジョニー・ヘンドリックス - 総合格闘家
- フランク・トリッグ - 総合格闘家
- リッキー・ファウラー - ゴルフ選手